# Les Ordres
Les Ordres es una entidad de población española del municipio de Aiguamurcia, perteneciente a la provincia de Tarragona, en la comunidad autónoma de Cataluña.

## Toponimia
El lugar puede aparecer referido como «Les Ordres», «Las Ordes» y «Las Ordres».

## Historia
Hacia mediados del siglo XIX, el lugar, ya por entonces perteneciente a Aiguamurcia, tenía contabilizada una población de 94 habitantes. Aparece descrito en el duodécimo volumen del Diccionario geográfico-estadístico-histórico de España y sus posesiones de Ultramar de Pascual Madoz con las siguientes palabras:

ORDES ú ORDRES (las): ald. en la prov. y dióc. de Tarragona (7 horas), part. jud. de Vendrell (6), aud. terr., c. g. de Barcelona (18), ayunt. de Aiguamurcia (1 1/2). Tiene 12 casas diseminadas por la falda y cumbre del monte denominado Ramonet; son frecuentes los vientos del N. y S.; el clima es sano, aunque algo frio en la parte mas elevada; las enfermedades comunes son de carácter inflamatorio. Hay una igl. parr., aneja á la de Montagut, cuyo curato dependia antes del monast. de Stas. Creus. El térm. confina: N. Pont de Armentera; E. Montagut; S. Stas. Creus, y O. Poblas. El terreno es de ínfima calidad; la parte montuosa está poblada de pinos, encinas y mata baja: los caminos que le cruzan son locales, de herradura y en mal estado. prod.: trigo mezcladizo, vino, patatas, legumbres y hortalizas; cria caza de conejos, liebres y perdices. comercio: esportacion de vino y trigo, é importacion de otros articulos de primera necesidad. pobl.: 12 vec., 94 almas cap. prod.: 1.418,666. imp.: 42,559.
(Madoz, 1849, p. 299)

En 2022, la entidad singular de población tenía empadronados veinte habitantes.